# Wieliczka (công xã)
Gmina Wieliczka là một vùng thành thị-nông thôn (công xã) ở Wieliczka, Voivodeship của Ba Lan, ở miền nam Ba Lan. Khu vực hành chính của nó là thị trấn Wieliczka, nằm cách khoảng 13 kilômét (8 mi) về phía đông nam của thủ đô Kraków.
Gmina có diện tích 100,1 kilômét vuông (38,6 dặm vuông Anh), và tính đến năm 2006, tổng dân số của nó là 48.254 (trong đó dân số Wieliczka lên tới 19.133, và dân số của vùng nông thôn của Gmina là 29.121).

## Làng
Ngoài thị trấn Wieliczka, Gmina Wieliczka gồm các làng và các khu định cư của Brzegi, Byszyce, Chorągwica, Czarnochowice, Dobranowice, Golkowice, Gorzków, Grabie, Grabówki, Grajów, Jankówka, Janowice, Kokotów, Kozmice Nam, Kozmice Wielkie, Lednica Gorna, Mala Wies, Mietniów, Pawlikowice, Podstolice, Raciborsko, Rożnowa, Siercza, Śledziejowice, Strumiany, Sułków, Sygneczów, Węgrzce Wielkie và Zabawa.

## Gmina lân cận
Gmina Wieliczka giáp với thành phố Kraków và các Gmina của Biskupice, Dobczyce, Gdów, Niepołomice, Siepraw và wiątniki Górne.